# Christmas Songs (Diana Krall)
Christmas Songs è un album di Diana Krall uscito nel 2005 e suonato con la Clayton-Hamilton Jazz Orchestra. Questo è il primo disco della cantante con una big band e nono disco in ordine di pubblicazione della sua carriera.

## Tracce
1. Jingle Bells (James Pierpont) - 3.26
2. Let It Snow (Jule Styne, Sammy Cahn) - 4.02
3. The Christmas Song (Mel Tormè, Robert Wells) - 4.24
4. Winter Wonderland (Felix Bernard, Richard B. Smith) - 3.15
5. I'll Be Home for Christmas (Kim Cannon, Walter Kent, Buck Ram) - 3.08
6. Christmas Time Is Here (Vince Guaraldi, Lee Mendelson) - 3.35
7. Santa Claus Is Coming to Town (Ralph Blane, Hugh Martin) - 4.19
8. Have Yourself a Merry Little Christmas (Ralph Blane, Hugh Martin) - 4.19
9. White Christmas (Irving Berlin) - 4.32
10. What Are You Doing New Year's Eve? (Frank Loesser) - 4.10
11. Sleigh Ride (Leroy Anderson, Mitchell Parish) - 3.26
12. Count Your Blessings Instead Of Sheep (Irving Berlin) - 3.40

## Formazione
- Diana Krall (voce, piano)

Clayton/Hamilton Jazz Orchestra
- Jeff Hamilton (batteria)
- Robert Hurst (basso)
- Anthony Wilson (chitarra)
- Gerald Clayton (piano in traccia 7)
- Tamir Hendelman (piano in traccia 11, Fender Rhodes in traccia 10)
- Jeff Clayton (sax alto, flauto)
- Keith Fiddmont (sax alto, clarinetto)
- Ricky Woodard (sax tenore solista, clarinetto)
- Charles Owens (sax tenore, clarinetto)
- Adam Schroeder (sax baritono)
- Rick Baptist (tromba)
- Sal Cracchiolo
- Clay Jenkins
- Gilberto Castellanos
- William Barnhart (trombone)
- Ira Nepus
- George Bohanon
- Ryan Porter
- Tommy Johnson (tuba)
- Rick Todd (corno)
- David Duke
- Joe Meyer
- Brad Warnaar
- Joe Porcaro (percussioni)
- John Clayton (arrangiamenti)
- Johnny Mandel (arrangiamenti)